# Lac de Graveirette
Le lac de Graveirette est situé dans le massif du Mercantour, au-delà du col de Salèse à 2 239 m d'altitude, proche du très fréquenté lac Nègre.

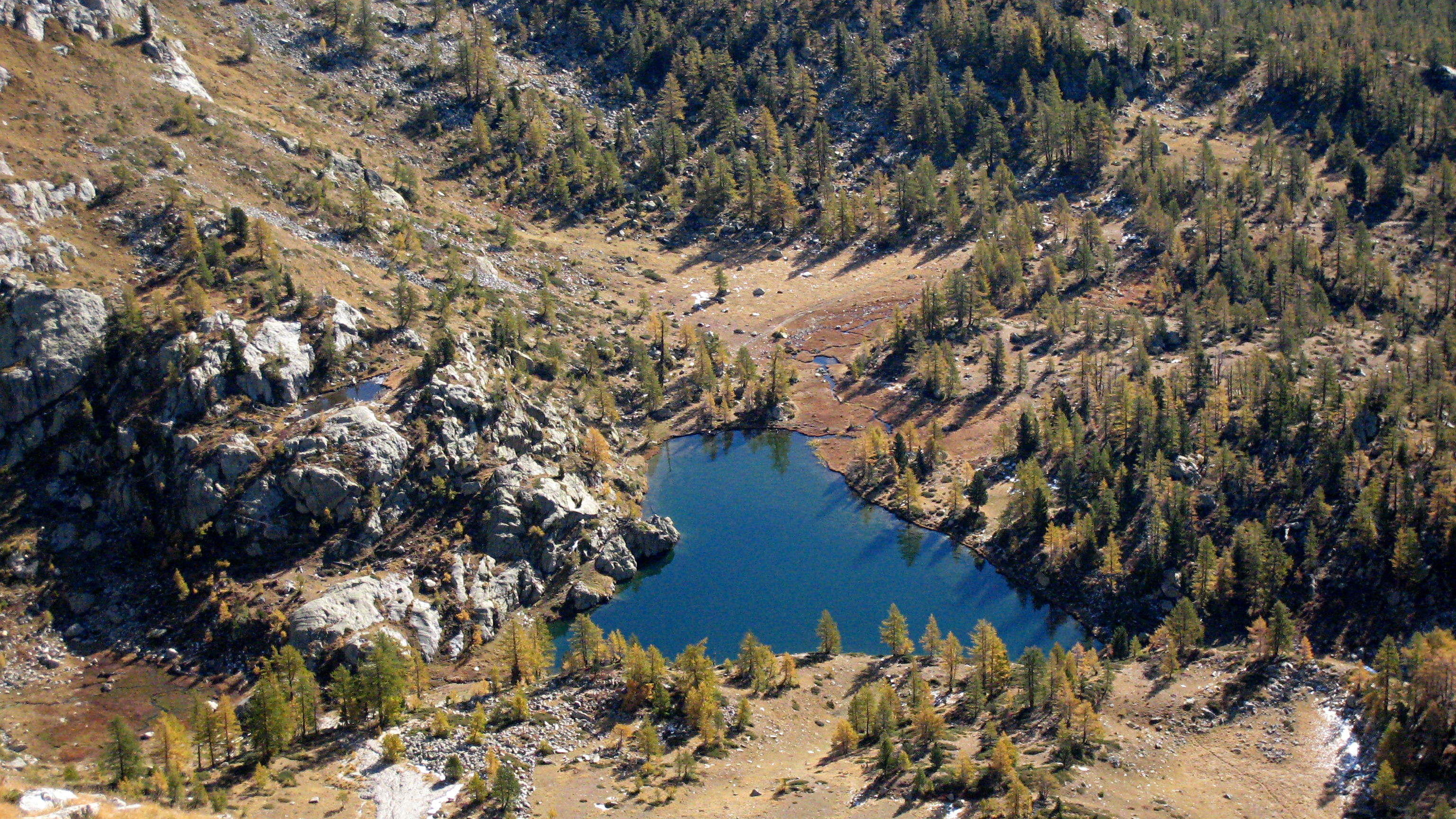
Vue du lac de Graveirette depuis la crête Colombrons.